# لويس دي كوريه
لويس دي كوريه (بالفرنسية: Louis du Couret)‏ أو عبد الحميد، (1812-1 أبريل 1867) كان مستكشف وكاتب وضابط عسكري فرنسي. ولد في فرنسا. كان والده عقيدا في الجيش الفرنسي. زار دو كوريه مصر في عام 1834، قبل الذهاب إلىالإمبراطورية الإثيوبية.[بحاجة لمصدر] كان في الشرق الأوسط اعتبارًا من عام 1836. عمل في جيش محمد علي باشا في مصر وشارك في معركة نسيب. تحول إلى الدين الإسلامي وأدى الحج سافر إلى شبه الجزيرة العربية بين 1844 - 1845. نشر كتاب الحياة في الصحراء ، أو ذكريات السفر في آسيا وأفريقيا (Life in the Desert, or, Recollections of Travel in Asia) وكان عن سفره خلال تلك الفترة. زار صنعاء وانتهى من رحلته لليمن في صحار، بعمان. عاد إلى فرنسا عام 1847. عاد إلى مصر عام 1867 وتوفي في الأول من أبريل من ذلك العام.
شكك العلماء في صحة كتاباته وقصصه ومنهم هاينريش كيبرت. زياراته إلى شعب الزاندي تم اكتشافها لاحقًا على أنها زائفة. مجموعة أعماله محفوظة في مكتبة الكونغرس.

## فهرس
- Life in the Desert, or, Recollections of Travel in Asia and Africa, 1860[1]